# Bartłomiej Piszczygłowa
Bartłomiej Piszczygłowa (ur. 4 czerwca 1887 w Lutomku, zm. 20 maja lub 20 czerwca 1942 w KL Dachau lub w Hartheim) – polski ksiądz katolicki, proboszcz odolanowski w latach 1924–1942, dziekan dekanatu Ostrów Wielkopolski. Więzień niemieckiego obozu koncentracyjnego KL Dachau.

## Życiorys
Pierwszą komunię świętą przyjął w wieku 16 lat, 11 listopada 1903 roku. Maturę zdał w gimnazjum w Wągrowcu w 1909. Po studiach w Arcybiskupim Seminarium Duchownym w Poznaniu, 15 lutego 1913 roku przyjął święcenia kapłańskie (prezbiteriatu). Od 1913 roku pełnił posługę wikariusza w Jankowie Zaleśnym, od 1922 był wikarym w Borku, a w 1924 proboszczem w Krobi. Dzięki talentowi organizatorskiemu, a także praktyczności w działaniu oraz gorliwej pobożności został w 1924 roku przez kardynała Edmunda Dalbora mianowany proboszczem odolanowskim. Bardzo zaangażowany w życie lokalnej społeczności, przez dziesięć lat był radnym miejskim Odolanowa. Po likwidacji powiatu odolanowskiego wszedł w skład Sejmiku Powiatowego w Ostrowie, a od 1935 roku Rady Powiatowej w Ostrowie. Był jednym z inicjatorów budowy kościoła w Bogdaju. Przejściowo administrował kościołami parafialnymi w Jankowie Zaleśnym, Ostrowie Wielkopolskim oraz Wysocku Wielkim. Po ataku Niemiec na Polskę opuścił parafię, powrócił do niej w drugiej połowie września. 6 października 1941 roku aresztowany przez niemieckie władze, więziony w obozie koncentracyjnym KL Posen (Fort VII), po czym 30 października 1941 przetransportowany do obozu koncentracyjnego KL Dachau. Prawdopodobnie stamtąd – całkowicie wycieńczony – przewieziony w tzw. „transporcie inwalidów” do Hartheim, gdzie został zamordowany w komorze gazowej.

## Upamiętnienie
- Nazwisko ks. Piszczygłowy nosi jedna z ulic w Odolanowie[3].
- W kościele św. Marcina w Odolanowie znajduje się tablica upamiętniająca męczeńską śmierć ks. Bartłomieja Piszczygłowy[2].